# Advokáti proti totalitě
Advokáti proti totalitě byl projekt České advokátní komory, věnovaný připomínce osudů advokátů, kteří se v historii Československa postavili totalitním režimům. Projekt byl veřejnosti představen 5. listopadu 2019, kdy na Vrchním soudu v Praze proběhla odborná konference spojená se křtem knihy. Večer pak byla v Kaňkově paláci předána zlatá advokátní vyznamenání deseti osobnostem, případně jejich potomkům či příbuzným.

## Součásti projektu
Součástí projektu bylo uspořádání odborné konference, příprava a vydání knihy Advokáti proti totalitě autorů Petra Tomana a Ondřeje Šebesty, vyznamenání deseti konkrétních osobností a také tematická výstava osobních předmětů, které patřily vyznamenaným advokátům a advokátům a advokátce. Datum 5. listopadu bylo vybráno jako 70. výročí popravy advokátního koncipienta JUDr. Jaroslava Borkovce.

### Konference
Konference probíhala ve Velké porotní síni Vrchního soudu v Praze, na stejném místě, kde byl 30. července 1949 odsouzen k trestu smrti advokátní koncipient JUDr. Jaroslav Borkovec, kde byl 8. června 1950 odsouzen v procesu s Miladou Horákovou k dvaadvacetiletém trestu JUDr. Jiří Křížek, kde JUDr. Rastislav Váhala v zinscenovaném procesu v lednu 1949 neúspěšně usilovat o odvrácení trestu smrti pro svého klienta generála Heliodora Píku, ve stejné soudní síni, kde JUDr. Kamill Resler plnil svou povinnost advokáta při vnucené obhajobě ex offo válečného zločince Karla Hermanna Franka.
Na konferenci promluvil předseda Senátu Parlamentu ČR Jaroslav Kubera, který úvodem svého vystoupení vzdal hold „hrdinům práva“, které projekt Advokáti proti totalitě připomíná, a prohlásil, že bez jejich statečnosti, čestnosti a odvahy by listopad 1989 nepřišel. Ocenil i úlohu dnešních advokátů a jejich roli při uchování svobody a právního státu.
José de Freitas, prezident CCBE (Rady evropských advokátních komor), v následujícím vystoupení zdůraznil, že i dnes existují právníci se stejným osudem jako advokáti představení v projektu, oběti pronásledování, bojovníci za právní stát a lidská práva, za které je třeba se postavit. Toto téma, tedy téma ohrožení svobody, demokracie a právního státu v současném světě, jemuž je třeba se postavit, se různým způsobem objevovalo i v příspěvcích dalších zahraničních hostů, mezi nimiž byl předseda Slovenské advokátní komory Tomáš Borec, prezident Rakouské advokátní komory Rupert Wolff, prezident Chorvatské advokátní komory Josip Šurjak, předseda Výboru trestního práva CCBE Ondrej Laciak a viceprezidentka Německého advokátního spolku DAV Claudia Seibel.

### Výstava
Česká advokátní komora v rámci projektu připravila interaktivní výstavu Advokáti proti Totalitě, a to přímo v místě revolučních událostí, v sídle České advokátní komory v Kaňkově paláci na Národní třídě, kde provozuje Galerii 17. listopadu. Výstava probíhala od 6. listopadu 2019 do 31. ledna 2020, vstupné bylo zdarma.
Náhodné nebylo ani datum konference a vernisáže výstavy; přesně na den před sedmdesáti lety, 5. listopadu 1949 v 6.34 hodin ráno, byl na dvoře pankrácké věznice popraven Jaroslav Borkovec, jediný příslušník advokátního stavu, který byl popraven komunistickým režimem.
Hlavním garantem projektu byl advokát Petr Toman, jakožto předseda Výboru pro vnější vztahy a internetové rady.

## Vyznamenaní advokáti
1. Dagmar Burešová – Advokátka, která byla nazývána "první dámou české justice". Politička, obhájkyně disidentů 70. a 80. let.[10]
2. Jaroslav Borkovec – Advokátní koncipient, který byl popraven 5. 11. 1949. V den 70. výročí jeho úmrtí byl projekt zahájen.[11]
3. Ján Čarnogurský – Slovenský advokát, který byl členem katolického disentu. Obhájce disidentů 70. a 80. let, politik.[12]
4. František Hejný – Advokát, který byl po únoru 1948 zatčen a odsouzen k několikaletému trestu, do advokacie se již nikdy nevrátil.[13]
5. Milan Hulík – Obhájce disidentů 70. a 80. let.[14]
6. Jiří Křížek – Advokát, který byl odsouzen na 22 let v procesu s Miladou Horákovou.[15]
7. Jiří Machourek – Obhájce disidentů 70. a 80. let.[16]
8. Otakar Motejl – Obhájce disidentů 70. a 80. let.[17]
9. Kamill Resler – Mimo jiné obhájce K. H. Franka.[18]
10. Rastislav Váhala – Mimo jiné obhájce generála Heliodora Píky.[19]